# Кси Ориона
Кси Ориона (ξ Orionis, ξ Ori) — голубая звезда главной последовательности спектрального класса B3V, находящаяся в северо-восточной части созвездия Ориона, прямо над красным гигантом Бетельгейзе. ξ Ориона расположена на небе рядом с другой голубой звездой главной последовательности, Ню Ориона, которая находится несколько ближе к Солнцу, на расстоянии 514 св. лет. Имеет видимую звёздную величину +4.45 и удалена от Земли на расстояние 634 световых года.